# أطفال الذرة 666: عودة أيزك
أطفال الذرة 666: عودة أيزك (بالإنجليزية: Children of the Corn 666: Isaac's Return)‏ هو فيلم رعب تم إنتاجه في الولايات المتحدة وصدر سنة 1999 بطولة جون فرانكلين وناتالي رامزي وستيسي كيتش وبول بوبوفيتش، وهو الجزء السادس من سلسلة أفلام «أطفال الذرة».

## القصة
عندما تأتي فتاة في سن المراهقة إلى جاتلين للعثور على والدتها البيولوجية، تخطط طائفة المدينة سيئة السمعة للعودة حيث يستيقظ زعيمهم إسحاق من غيبوبة.

## وصلات خارجية
أطفال الذرة 666: عودة أيزك على موقع IMDb (الإنجليزية)
- أطفال الذرة 666: عودة أيزك على موقع روتن توميتوز (الإنجليزية)
- أطفال الذرة 666: عودة أيزك على موقع نتفليكس (الإنجليزية)
- أطفال الذرة 666: عودة أيزك على موقع Turner Classic Movies (الإنجليزية)
- أطفال الذرة 666: عودة أيزك على موقع أول موفي (الإنجليزية)
- أطفال الذرة 666: عودة أيزك على موقع فيلمافينيتي (الإسبانية)
- أطفال الذرة 666: عودة أيزك على موقع قاعدة بيانات الفيلم (الإنجليزية)
- أطفال الذرة 666: عودة أيزك على موقع ليتربوكسد (الإنجليزية)
- أطفال الذرة 666: عودة أيزك على موقع كينوبويسك (الروسية)